# 피아노 소나타 7번 (베토벤)
《피아노 소나타 7번 라장조, 작품 번호 10-3》은 루트비히 판 베토벤에 의해 쓰인 피아노 소나타로, 세 개의 소나타로 구성된 작품 번호 10 세트의 세 번째 작품이다.

## 개요
작품 번호 10 세트의 작곡 연도는 완전히 특정되어 있지는 않으나, 구스타프 노테봄의 연구에 따르면 1796년에서 1798년 사이인 것으로 추정되고 있다. 악보의 출간은 1798년에 빈의 에데르 출판사를 통해 이루어졌다. 이 때 악보의 표지에는 "하프시코드 또는 피아노 포르테를 위한 세 개의 소나타"라고 인쇄되었는데, 이것은 악보의 판매를 고려한 출판사에 의한 조치라고 여겨진다. 헌정은 모두 베토벤을 열심히 옹호한 안나 마가렛 폰 브로우네 백작부인에게 이루어졌다. 브로우네 백작부인은 작품 번호 10 세트 이외에도 《브라니츠키의 발레 음악, 숲속의 아가씨 중 러시아 무곡 주제에 의한 열두 개의 변주곡, WoO 71》도 헌정받고 있지만, 1803년 5월 13일에 세상을 떠나게 되는데, 그녀의 죽음에 가슴 아파한 베토벤은 겔레트레의 시를 기반으로 한 《여섯 개의 가곡, 작품 번호 48》을 그녀의 남편으로 그의 후원자이기도 한 요한 게오르그 폰 브로우네 백작에게 헌정하고 있다.
작품번호 10 세트의 다른 두 소나타(5번, 6번)가 3악장제를 채택한 소규모인 것에 반해, 이 7번 소나타는 4악장제를 채택한 대규모의 것이다. 또한 7번 소나타는 세 개의 소나타 중 특히 뛰어나다고 간주되는 경우가 많다. 베토벤의 제자였던 작곡가 카를 체르니는 이 소나타를 장대하고 중요한 작품으로 평했다. 특히 작곡자가 안톤 쉰들러에게 "슬퍼하는 사람의 마음 상태를 여러 빛과 그림자의 뉘앙스로 묘사하려 했다"고 말한 제2악장은 이전까지의 베토벤 음악에서 찾아볼 수 없는 심각성을 담았다. 이 적막한 비극성을, 스쳐가는 그의 난청의 그림자와 연관짓는 의견도 있다.

## 악장 구성
작품 번호 10 세트는 베토벤이 그의 초기 모델들로부터 점점 더 멀리 움직이려 하는 과정에서 쓰인 것으로, 보통 사물을 바라보는 관점이나 실험적인 면을 가진 것으로 묘사된다.
그리고 그 가운데 세 번째 소나타는 연주 시간이 약 24분으로 가장 길고, 유일하게 4악장제를 갖추고 있다:
1. Presto
2. Largo e mesto
3. Menuetto. Allegro
4. Rondo. Allegro

또한, 두 번째 악장은 그 자체의 아름다움뿐만 아니라 나중의 비극적인 느린 악장들의 암시로 유명하다.

### 제1악장. 프레스토
라장조, 2/2 박자, 소나타 형식.
힘을 담은 제1주제가 스타카토 유니즌에서 제시되어 곡의 막을 연다(악보1). 이 서두의 4음은 악장 전체에 걸쳐 사용되어 전체를 통일하는 모티브의 역할을 한다. 직후에는 악보1과 대조적인 레가토의 음형이 배치되지만, 이것도 4음의 모티브가 쌓여 형성된 것이다.
악보1
추이는 나단조가 흐르는 선율로 시작된다(악보2). 경과부로서는 존재감이 두드러지기 때문에, 이 부분을 제2주제의 일부라고 파악하는 견해도 있다. 악보 2 중에도 4음의 모티브가 보인다.
악보2
악보2에서 이어지는 8분음표의 패시지에 다리를 놓아 두 번째 주제가 가장조로 경쾌하게 연주된다(악보3).
악보3
두 번째 주제는 가단조로 확보되고, 그 후에 악보1 서두에 근거한 4도의 상승과 하강을 특징으로 한 추이가 된다. 여기에 8분음표 반주를 들으면서 단계적으로 주선율의 음역을 낮추는 부분, 2분음표가 피아니시모로 연주되는 부분이 이어지고 코데타는 다시 나타난 4음의 모티브에 따라 조용히 연결된다. 제시부의 반복이 끝나면 전개부는 제시부 마지막 4음의 움직임을 받아 시작된다. 제1주제가 급격히 크레센도하고, 그 정점에서 내림나장조로 전조하면 짧고 씩씩한 전개가 팔의 교차를 섞으면서 펼쳐진다. 페르마타로 구분하여 재현부가 되면 라장조의 악보1, 마단조의 악보2, 라장조의 악보3이 각각 재현되어 간다. 코다는 4음 모티브에 의한 제시부 코데타의 소재가 발전해 나가며, 숨이 긴 크레센도에 의해 큰 고조를 쌓아 종결한다.

### 제2악장. 라르고 에 메스토
라단조, 6/8 박자, 소나타 형식.
이 메스토(슬프게)라고 지시된, 마음을 잡는 비극적인 악장은, 음악사에 랜드마크를 세웠다고 할 수 있다. 베토벤이 이 곡을 끝으로 라르고 악장을 평생 피아노 소나타에 사용하지 않았던 것에 대해, 파울 베커는 "최고의 정분인 라르고는 착취받고 결국 베토벤에 의해 버려졌다"고 말했다. 무거운 오중화음이 끌려가는 가운데, 제1주제의 선율이 공허하게 흔들린다(악보4). 그러고 보면 후년에 쓴 《피아노 소나타 12번》의 제3악장(안단테의 장송행진곡)도, 중층적인 화음이 특징이었다.
악보4
아르페지오의 반주를 타고 가요적 경과를 이루며, 악보5의 제2주제가 가단조로 나온다. 악보5는 변주로 반복되어 클라이막스를 형성하고 경과구의 소재에 의한 코데타에 의해 간결하게 정리된다.
악보5
전개부에는 주제를 전개하는 대신 바장조의 새로운 선율이 놓인다(악보6).
악보6
포르테시모의 고양에 이끌려 나타나는 인상적인 고음부 32분음표 음형은 후년 원숙기 작곡자의 서법을 예감케 하는 깊이에 도달해 있다. 32분음표 하강음형이 제1주제로 접속되어 재현부가 된다. 첫 번째 주제는 짧게 정리되고 두 번째 주제도 이어서 재현된다. 코다에서는 저음으로 제1주제가 연주되는데, 6연부의 아르페지오가 울려퍼지며 음량 증대와 함께 64분음표로 음가를 줄여 정점에 이른다. 32분음표의 음형과 제1주제가 차례로 회상되어 잃어버린 것을 어떻게 발버둥쳐도 되찾을 수 없음을 마침내 깨달은 듯 비탄의 걸음도 조용히 멈춘다.

### 제3악장. 미뉴에트. 알레그로
3/4 박자, 라장조
소미하게 시작하는 전형적인 치유계의 주제를 노래하기 시작한다(악보7). 2악장에서 칠해져 시간이 멈춘 비장의 어둠에 문득 새로운 빛이 비쳐지는 감동적인 순간이다.
악보7
악보7은 반복 기호에 따라 치유를 반복하며, 건강한 카논풍의 중간 부분 뒤에도 트릴의 수식 아래 다시 나타난다. 아울러 코데타가 놓여 중간 악절 이후에도 그대로 반복하도록 지시받는다. 오른손의 3연부를 왼손이 뛰어넘는 주제에 의한 트리오는 작곡자의 유머러스한 면모를 보여준다(악보8).
악보8
악보8이 아티큘레이션을 바꾸어 반복되고 미뉴에트 다 카포가 된다.
잃어버린 것이 돌아오지 않는 가운데, 이 3악장의 지극히 공들인 치유는 성공인 것인지, 어딘가 허탈함이 없는 것인지 의문이 들게 하는데, 이에 대한 답은 7번 소나타가 복잡한 4악장제를 가지고 있다는 사실에서 알 수 있다.

### 제4악장. 론도. 알레그로
론도 형식, 4/4 박자, 라장조
무언가를 묻는 인상적인 주제로 시작된다(악보9). 쉰들러는 "베토벤이 이 동기를 이용해 우울함을 표현한 것"이라고 전하고 있다. 장대한 주제가 있는 것이 아니라, 상승하는 3음표의 작고 단순한 모티브가 악장 전체를 구성하고 있다. 베토벤은 이처럼 작은 소재를 곡 전체에 즉흥적으로 퍼뜨리는 것을 종종 했다고 제자 체르니는 증언했다.
악보9
틈을 두지 않고 라장조에 나타나는 두번째 주제는 악보10이다.
악보10
16분음표의 움직임을 계속하면서 이 장조를 경유해, 반음계적인 움직임으로부터 페르마타를 사이에 두고 악보9의 재현이 행해진다. 다음으로 내림나장조로 돌아서면 세 번째 주제가 제시된다(악보11).
악보11
곡은 쾌활하게 진행되어 유니즌의 주구로 정점을 쌓는다. 일순간 악보9가 마장조로 얼굴을 들여다보지만, 신비한 유니즌의 추이에서 원조로 복귀하면 악보9의 재현이 된다. 여기서의 주제는 변화가 주어지고, 악보10에 이어 다시 연주될 때에는 또한 새로운 장식이 행해진다. 코다 역시 악보9의 동기를 담아 만들어져 있으며, 약 3옥타브의 음역을 반음계와 아르페지오로 왕복하여 담백하게 전곡의 끝을 맞이한다.

### 내용주
1. ↑  "TROIS SONATES pour le Clavecin ou Piano Forte"[4]